# Santa Maria della Pazienza
A Santa Maria della Pazienza Nápoly egyik bazilikája.

## Története
A templomot 1601-ben alapították egy egykori kórház részeként. Ismert még Santa Maria di Cesareo néven is, alapítója Annibale Cesareo királyi tanácsos után. A templom barokk stílusban épült meg 1636-ra. A 18. században átalakították először Costantino Manni majd Tommaso Eboli tervei alapján.

## Leírása
A templom egyhajós. Ehhez csatlakoznak a gazdagon díszített oldalkápolnák. Kazettás mennyezetét Giuseppe Pozzovivo festette és az egyiptomi fogságot ábrázolja. További érdekességei Giovan Bernardo Lama festményei valamint a faragott főoltár. Cesareo síremlékét Michelangelo Naccherino készítette. A stukkózás egy részét Domenico Antonio Vaccarónak tulajdonítják.